# Amerigo di Piacenza
Amerigo di Piacenza, italijanski dominikanec, * ?, Piacenza, † 19. avgust 1327, Bologna.
Med letoma 1304 in 1311 je bil mojster reda bratov pridigarjev.